# Coupe du monde d'escrime 2010-2011
Navigation
Édition précédente Édition suivante
La coupe du monde d'escrime 2010-2011 est la 40e édition de la coupe du monde d'escrime, compétition d'escrime organisée annuellement. Elle se déroule du 14 janvier 2011 au 26 juin 2011 et est composée de deux types de compétitions individuelles (Coupe du monde de catégorie A et Grands Prix de la FIE) et de compétitions par équipes. Chacune des trois armes (fleuret, épée et sabre) est représentée.
Le classement individuel est établi en comptabilisant pour chaque escrimeur les points attribuées lors des cinq meilleurs résultats lors de ces compétitions individuelles auxquels sont ajoutés les points obtenus lors des championnats du monde d'escrime 2011 et lors des championnats continentaux d'escrime de cette même année. Le classement par équipes est établi de la même manière en comptabilisant les 4 meilleurs résultats lors des compétitions par équipes.

## Calendrier et résultats

### Dames
| Légende | Abrégé | Catégorie            |
|         | ChM    | Championnat du monde |
|         | ChZ    | Championnat de zone  |
|         | GP     | Grand Prix           |
|         | CoM    | Coupe du monde       |
|         | Sat.   | Tournoi satellite    |

| Date            | Nom et lieu du tournoi                                       | Cat. | Arme    | Type    | Vainqueur                                                                                | Finaliste                                                                              | Troisièmes                                                                                       | T      |
| --------------- | ------------------------------------------------------------ | ---- | ------- | ------- | ---------------------------------------------------------------------------------------- | -------------------------------------------------------------------------------------- | ------------------------------------------------------------------------------------------------ | ------ |
| 11 - 13/02/2011 | Reinhold-Würth-Cup, Tauberbischofsheim                       | CoM  | Fleuret | Indiv.  | Elisa Di Francisca                                                                       | Inna Deriglazova                                                                       | Nam Hyun-hee Arianna Errigo                                                                      | [ 1 ]  |
| 11 - 13/02/2011 | Reinhold-Würth-Cup, Tauberbischofsheim                       | CoM  | Fleuret | Par éq. | Russie- Inna Deriglazova - Larisa Korobeynikova - Evgenia Lamonova - Aida Shanayeva      | Italie- Elisa Di Francisca - Arianna Errigo - Ilaria Salvatori - Valentina Vezzali     | Pologne- Karolina Chlewińska - Sylwia Gruchala - Anna Rybicka - Martyna Synoradzka               | [ 2 ]  |
| 11 - 12/02/2011 | Trophée BNP Paribas, Orléans                                 | GP   | Sabre   | Indiv.  | Mariel Zagunis                                                                           | Cécilia Berder                                                                         | Sofia Velikaïa Ekaterina Dyachenko                                                               | [ 3 ]  |
| 12 - 13/02/2011 | Grand Prix du Qatar, Doha                                    | GP   | Épée    | Indiv.  | Anna Sivkova                                                                             | Rossella Fiamingo                                                                      | Johanna Bergdahl Yana Shemyakina                                                                 | [ 4 ]  |
| 14/02/2011      | Coupe du monde, Doha                                         | CoM  | Épée    | Par éq. | Roumanie- Ana Maria Brânză - Simona Pop - Raluca Cristina Sbarcia - Maria Udrea          | Chine- Sun Yiwen - Sun Yujie - Xu Anqi - Yin Mingfang                                  | Hongrie- Edina Antal - Dorina Faczanne Budai - Julianna Révész - Emese Szász-Kovács              | [ 5 ]  |
| 25 - 26/02/2011 | The Artus Court PKO BP, Gdańsk                               | GP   | Fleuret | Indiv.  | Valentina Vezzali                                                                        | Elisa Di Francisca                                                                     | Arianna Errigo Nam Hyun-hee                                                                      | [ 6 ]  |
| 25 - 26/02/2011 | England Cup, Londres                                         | CoM  | Sabre   | Indiv.  | Olha Kharlan                                                                             | Gioia Marzocca                                                                         | Sofia Velikaïa Mariel Zagunis                                                                    | [ 7 ]  |
| 27/02/2011      | The Corble Cup, Londres                                      | CoM  | Sabre   | Par éq. | Chine- Chen Xiaodong - Ni Hong - Liu Shan - Zhu Min                                      | Russie- Dina Galiakbarova - Yuliya Gavrilova - Sofia Velikaïa - Svetlana Verteletskaïa | Pologne- Bogna Jozwiak - Małgorzata Kozaczuk - Irena Wieckowska                                  | [ 8 ]  |
| 26 - 27/02/2011 | Westend Grand Prix « in Memoriam József Sákovics », Budapest | GP   | Épée    | Indiv.  | Magdalena Piekarska                                                                      | Laura Flessel-Colovic                                                                  | Maureen Nisima Tatiana Logounova                                                                 | [ 9 ]  |
| 11 - 13/03/2011 | Ciudad de Barcelona, Barcelone                               | CoM  | Épée    | Indiv.  | Ana Maria Brânză                                                                         | Yana Shemyakina                                                                        | Simona Alexandru Sun Yujie                                                                       | [ 10 ] |
| 11 - 13/03/2011 | Ciudad de Barcelona, Barcelone                               | CoM  | Épée    | Par éq. | Estonie- Julia Beljajeva - Irina Embrich - Kristina Kuusk - Julia Oleinik                | Allemagne- Imke Duplitzer - Britta Heidemann - Ricarda Multerer - Monika Sozanska      | Ukraine- Olena Kryvytska - Kseniya Pantelyeyeva - Anfisa Pochkalova - Yana Shemyakina            | [ 11 ] |
| 11 - 13/03/2011 | Trofeo Esperienza Italia, Turin                              | CoM  | Fleuret | Indiv.  | Valentina Vezzali                                                                        | Arianna Errigo                                                                         | Ilaria Salvatori Elisa Di Francisca                                                              | [ 12 ] |
| 11 - 13/03/2011 | Trofeo Esperienza Italia, Turin                              | CoM  | Fleuret | Par éq. | Italie- Elisa Di Francisca - Arianna Errigo - Ilaria Salvatori - Valentina Vezzali       | Russie- Inna Deriglazova - Larisa Korobeynikova - Evgenia Lamonova - Aida Shanayeva    | Corée du Sud- Jeon Hee-sook - Nam Hyun-hee - Oh Ha-na - Seo Mi-jung                              | [ 13 ] |
| 11 - 13/03/2011 | Tournoi international d'Istanbul, Istanbul                   | CoM  | Sabre   | Indiv.  | Olha Kharlan                                                                             | Olena Khomrova                                                                         | Yana Egorian Yuliya Gavrilova                                                                    | [ 14 ] |
| 11 - 13/03/2011 | Tournoi international d'Istanbul, Istanbul                   | CoM  | Sabre   | Par éq. | Russie- Ekaterina Dyachenko - Yuliya Gavrilova - Sofia Velikaïa - Svetlana Verteletskaïa | Chine- Chen Xiaodong - Liu Shan - Ni Hong - Zhu Min                                    | États-Unis- Emma Baratta - Ibtihaj Muhammad - Daria Schneider - Mariel Zagunis                   | [ 15 ] |
| 25 - 27/03/2011 | Coupe du monde, Leipzig                                      | CoM  | Épée    | Indiv.  | Anna Sivkova                                                                             | Tiffany Géroudet                                                                       | Sun Yujie Anca Maroiu                                                                            | [ 16 ] |
| 25 - 27/03/2011 | Coupe du monde, Leipzig                                      | CoM  | Épée    | Par éq. | Italie- Bianca Del Carretto - Rossella Fiamingo - Mara Navarria                          | Estonie- Julia Beljajeva - Irina Embrich - Kristina Kuusk - Julia Oleinik              | Roumanie- Loredana Iordăchioiu - Simona Alexandru - Anca Maroiu - Ana Maria Brânză               | [ 17 ] |
| 25 - 27/03/2011 | Cup Eximbank, Budapest                                       | CoM  | Fleuret | Indiv.  | Sylwia Gruchała                                                                          | Yulia Biryukova                                                                        | Nam Hyun-hee Jeon Hee-sook                                                                       | [ 18 ] |
| 25 - 27/03/2011 | Cup Eximbank, Budapest                                       | CoM  | Fleuret | Par éq. | Italie- Elisa Di Francisca - Arianna Errigo - Ilaria Salvatori - Valentina Vezzali       | Russie- Inna Deriglazova - Larisa Korobeynikova - Evgenia Lamonova - Aida Shanayeva    | Corée du Sud- Jeon Hee-sook - Nam Hyun-hee - Oh Ha-na - Seo Mi-jung                              | [ 19 ] |
| 26 - 27/03/2011 | Sabre de Moscou, Moscou                                      | GP   | Sabre   | Indiv.  | Sofia Velikaïa                                                                           | Mariel Zagunis                                                                         | Misaki Emura Caroline Quéroli                                                                    | ,      |
| 6 - 8/05/2011   | Épée internationale, Rio de Janeiro                          | CoM  | Épée    | Indiv.  | Imke Duplitzer                                                                           | Sylwia Gruchała                                                                        | Yana Shemyakina Lyubov Shutova                                                                   | [ 22 ] |
| 6 - 8/05/2011   | Épée internationale, Rio de Janeiro                          | CoM  | Épée    | Par éq. | Italie- Cristiana Cascioli - Mara Navarria - Nathalie Moellhausen - Bianca Del Carretto  | Corée du Sud- Choi Eun-sook - Oh Yun-hee - Park Se-ra - Shin A-lam                     | Roumanie- Loredana Iordăchioiu - Simona Alexandru - Anca Măroiu - Ana Maria Brânză               | [ 23 ] |
| 6 - 8/05/2011   | Coupe du monde, Shanghai                                     | CoM  | Fleuret | Indiv.  | Nam Hyun-hee                                                                             | Aida Mohamed                                                                           | Elisa Di Francisca Astrid Guyart                                                                 | ,      |
| 6 - 8/05/2011   | Coupe du monde, Shanghai                                     | CoM  | Fleuret | Par éq. | Italie- Elisa Di Francisca - Ilaria Salvatori - Giovanna Trillini - Valentina Vezzali    | Russie- Inna Deriglazova - Larisa Korobeynikova - Evgenia Lamonova - Aida Shanayeva    | Corée du Sud- Jeon Hee-sook - Jung Gil-ok - Lee Hye-sun - Nam Hyun-hee                           | [ 26 ] |
| 6 - 8/05/2011   | Coupe du monde, Bologne                                      | CoM  | Sabre   | Indiv.  | Ekaterina Dyachenko                                                                      | Aleksandra Socha                                                                       | Azza Besbes Olha Kharlan                                                                         | [ 27 ] |
| 6 - 8/05/2011   | Coupe du monde, Bologne                                      | CoM  | Sabre   | Par éq. | Russie- Ekaterina Dyachenko - Dina Galiakbarova - Yuliya Gavrilova - Sofia Velikaïa      | Ukraine- Olha Kharlan - Olena Khomrova - Halyna Pundyk - Olha Zhovnir                  | Chine- Chen Xiaodong - Ni Hong - Tan Xue - Zhu Min                                               | [ 28 ] |
| 21 - 22/05/2011 | Grand Prix, La Havane                                        | GP   | Epée    | Indiv.  | Bianca Del Carretto                                                                      | Monika Sozanska                                                                        | Simona Alexandru Lyubov Shutova                                                                  | [ 29 ] |
| 21 - 22/05/2011 | SK Trophée Séoul, Séoul                                      | GP   | Fleuret | Indiv.  | Elisa Di Francisca                                                                       | Arianna Errigo                                                                         | Corinne Maîtrejean Chen Jinyan                                                                   | [ 30 ] |
| 21 - 22/05/2011 | Coupe du monde, Tianjin                                      | GP   | Sabre   | Indiv.  | Zhu Min                                                                                  | Yuliya Gavrilova                                                                       | Ekaterina Diatchenko Olha Kharlan                                                                | [ 31 ] |
| 5 - 7/06/2011   | Fleuret de Saint-Pétersbourg, Saint-Pétersbourg              | CoM  | Fleuret | Indiv.  | Valentina Vezzali                                                                        | Arianna Errigo                                                                         | Nam Hyun-hee Elisa Di Francisca                                                                  | [ 32 ] |
| 5 - 7/06/2011   | Fleuret de Saint-Pétersbourg, Saint-Pétersbourg              | CoM  | Fleuret | Par éq. | Italie- Elisa Di Francisca - Arianna Errigo - Ilaria Salvatori - Valentina Vezzali       | Corée du Sud- Jeon Hee-sook - Jung Gil-ok - Lee Hye-sun - Nam Hyun-hee                 | Russie- Inna Deriglazova - Larisa Korobeynikova - Evgenia Lamonova - Aida Shanayeva              | [ 33 ] |
| 10 - 12/06/2011 | Challenge Yves-Brasseur, Gand                                | CoM  | Sabre   | Indiv.  | Irene Vecchi                                                                             | Dagmara Wozniak                                                                        | Daria Schneider Olena Khomrova                                                                   | [ 34 ] |
| 10 - 12/06/2011 | Challenge Yves-Brasseur, Gand                                | CoM  | Sabre   | Par éq. | Russie- Ekaterina Dyachenko - Dina Galiakbarova - Yuliya Gavrilova - Sofia Velikaïa      | Ukraine- Olha Kharlan - Olena Khomrova - Halyna Pundyk - Olha Zhovnir                  | Italie- Ilaria Bianco - Paola Guarneri - Alessandra Lucchino - Irene Vecchi                      | [ 35 ] |
| 11 - 12/06/2011 | Tournoi international de Nankin, Nankin                      | GP   | Sabre   | Indiv.  | Yana Shemyakina                                                                          | Anna Sivkova                                                                           | Emese Szász-Kovács Bianca Del Carretto                                                           | [ 36 ] |
| 10 - 12/06/2011 | Challenge Australia, Sydney                                  | CoM  | Epée    | Indiv.  | Lyubov Shutova                                                                           | Magdalena Piekarska                                                                    | Laura Flessel-Colovic Emese Szász-Kovács                                                         | [ 37 ] |
| 10 - 12/06/2011 | Challenge Australia, Sydney                                  | CoM  | Epée    | Par éq. | Chine- Li Na - Luo Xiaojuan - Sun Yujie - Xu Anqi                                        | Roumanie- Simona Alexandru - Ana Maria Brânză - Loredana Iordăchioiu - Anca Măroiu     | Ukraine- Olena Kryvytska - Kseniya Pantelyeyeva - Anfisa Pochkalova - Yana Shemyakina            | [ 37 ] |
| 10 - 12/06/2011 | Coupe du monde, New York                                     | CoM  | Sabre   | Indiv.  | Sofia Velikaïa                                                                           | Mariel Zagunis                                                                         | Olha Kharlan Bogna Jozwiak                                                                       | [ 38 ] |
| 10 - 12/06/2011 | Coupe du monde, New York                                     | CoM  | Sabre   | Par éq. | Russie- Ekaterina Dyachenko - Dina Galiakbarova - Yuliya Gavrilova - Sofia Velikaïa      | Chine- Chen Xiaodong - Ni Hong - Tan Xue - Zhu Min                                     | États-Unis- Ibtihaj Muhammad - Daria Schneider - Dagmara Wozniak - Mariel Zagunis                | [ 39 ] |
| 4 - 9/07/2011   | Championnats panaméricains, Reno                             | ChZ  | Épée    | Indiv.  | Kelley Hurley                                                                            | Courtney Hurley                                                                        | Cáterin Bravo Aránguiz Lindsay Campbell                                                          |        |
| 4 - 9/07/2011   | Championnats panaméricains, Reno                             | ChZ  | Épée    | Par éq. | États-Unis- Kelley Hurley - Courtney Hurley - Maya Lawrence - Lindsay Campbell           | Canada- Joanna Guy - Sherraine Schalm - Ainlsey Switzer - Daria Jorquera Palmer        | Mexique- Andrea Ezeta - Andrea Millan - Alexandra Avena - Alejandra Terán                        |        |
| 4 - 9/07/2011   | Championnats panaméricains, Reno                             | ChZ  | Fleuret | Indiv.  | Lee Kiefer                                                                               | Doris Willette                                                                         | Monica Peterson Nzingha Prescod                                                                  |        |
| 4 - 9/07/2011   | Championnats panaméricains, Reno                             | ChZ  | Fleuret | Par éq. | États-Unis- Lee Kiefer - Nzingha Prescod - Nicole Ross - Doris Willette                  | Canada- Alanna Goldie - Alejandra Munoz - Paula Silva                                  | Brésil- Christine Botros - Augusta Oliveira - Bia Bulcão                                         |        |
| 4 - 9/07/2011   | Championnats panaméricains, Reno                             | ChZ  | Sabre   | Indiv.  | Mariel Zagunis                                                                           | Sandra Sassine                                                                         | María Belén Pérez Maurice Daria Schneider                                                        |        |
| 4 - 9/07/2011   | Championnats panaméricains, Reno                             | ChZ  | Sabre   | Par éq. | États-Unis- Ibtihaj Muhammad - Daria Schneider - Dagmara Wozniak - Mariel Zagunis        | Venezuela- Alejandra Benítez - Patricia Contreras - Nulexis Gonzales                   | Mexique- Angélica Aguilar - Angélica Larios - Úrsula González                                    |        |
| 8 - 13/07/2011  | Championnats d'Asie, Séoul                                   | ChZ  | Épée    | Indiv.  | Choi In-jeong                                                                            | Luo Xiaojuan                                                                           | Shin A-lam Yin Mingfang                                                                          |        |
| 8 - 13/07/2011  | Championnats d'Asie, Séoul                                   | ChZ  | Épée    | Par éq. | Chine- Luo Xiaojuan - Sun Yujie - Xu Anqi - Yin Mingfang                                 | Corée du Sud- Choi Eun-sook - Choi In-jeong - Oh Yun-hee - Shin A-lam                  | Japon- Kozue Horikawa - Megumi Ikeda - Nozomi Nakano - Ayaka Shimookawa                          |        |
| 8 - 13/07/2011  | Championnats d'Asie, Séoul                                   | ChZ  | Fleuret | Indiv.  | Nam Hyun-hee                                                                             | Jung Gil-ok                                                                            | Le Huilin Liu Yongshi                                                                            |        |
| 8 - 13/07/2011  | Championnats d'Asie, Séoul                                   | ChZ  | Fleuret | Par éq. | Corée du Sud- Jeon Hee-sook - Jung Gil-ok - Lee Hye-sun - Nam Hyun-hee                   | Japon- Kyomi Hirata - Kanae Ikehata - Shiho Nishioka - Chie Yoshizawa                  | Chine- Chen Jinyan - Le Huilin - Liu Yongshi - Sun Chao                                          |        |
| 8 - 13/07/2011  | Championnats d'Asie, Séoul                                   | ChZ  | Sabre   | Indiv.  | Chen Xiaodong                                                                            | Lee Ra-jin                                                                             | Zhu Min Kim Keum-hwa                                                                             |        |
| 8 - 13/07/2011  | Championnats d'Asie, Séoul                                   | ChZ  | Sabre   | Par éq. | Corée du Sud- Kim Ji-yeon - Kim Keum-hwa - Kim Seon-hee - Lee Ra-jin                     | Chine- Chen Xiaodong - Ni Hong - Tan Xue - Zhu Min                                     | Japon- Chika Aoki - Maho Hamada - Seira Nakayama - Chizuru Oginezawa                             |        |
| 14 - 19/07/2011 | Championnats d'Europe, Sheffield                             | ChZ  | Épée    | Indiv.  | Tiffany Géroudet                                                                         | Britta Heidemann                                                                       | Ana Maria Brânză Nathalie Moellhausen                                                            |        |
| 14 - 19/07/2011 | Championnats d'Europe, Sheffield                             | ChZ  | Épée    | Par éq. | Roumanie- Ana Maria Brânză - Simona Alexandru - Anca Măroiu - Loredana Iordăchioiu       | Russie- Lyubov Shutova - Tatiana Logounova - Violetta Kolobova - Anna Sivkova          | France- Laura Flessel-Colovic - Maureen Nisima - Sarah Daninthe - Joséphine Jacques-André-Coquin |        |
| 14 - 19/07/2011 | Championnats d'Europe, Sheffield                             | ChZ  | Fleuret | Indiv.  | Elisa Di Francisca                                                                       | Valentina Vezzali                                                                      | Evgenia Lamonova Edina Knapek                                                                    |        |
| 14 - 19/07/2011 | Championnats d'Europe, Sheffield                             | ChZ  | Fleuret | Par éq. | Italie- Elisa Di Francisca - Arianna Errigo - Ilaria SalvatoriValentina Vezzali          | Russie- Inna Deriglazova - Evgenia Lamonova - Larisa Korobeynikova - Aida Shanayeva    | Allemagne- Sandra Bingenheimer - Carolin Golubitskyi - Anja Schache - Katja Wätcher              |        |
| 14 - 19/07/2011 | Championnats d'Europe, Sheffield                             | ChZ  | Sabre   | Indiv.  | Olha Kharlan                                                                             | Aleksandra Socha                                                                       | Halyna Pundyk Yuliya Gavrilova                                                                   |        |
| 14 - 19/07/2011 | Championnats d'Europe, Sheffield                             | ChZ  | Sabre   | Par éq. | Italie- Ilaria Bianco - Paola Guarnieri - Gioia Marzocca - Irene Vecchi                  | Ukraine- Olha Kharlan - Olena Khomrova - Halyna Pundyk - Olha Zhovnir                  | Russie- Ekaterina Dyachenko - Dina Galiakbarova - Yuliya Gavrilova - Sofia Velikaïa              |        |
| 21 - 24/07/2011 | Championnats d'Afrique, Le Caire                             | ChZ  | Épée    | Indiv.  | Sarra Besbes                                                                             | Mona Abdel Aziz                                                                        | Maya Mansouri Inès Boubakri                                                                      |        |
| 21 - 24/07/2011 | Championnats d'Afrique, Le Caire                             | ChZ  | Épée    | Par éq. | Tunisie- Sarra Besbes - Maya Mansouri - Inès Boubakri - Dorra Ben Jaballah               | Afrique du Sud- Shih-Ya Huang - Tamryn Carfoot - Giselle Vicatos - Juliana Barrett     | Égypte- Mona Hassanein - Nada Ashraf - Ayah Mahdy - Shrouk Gamal                                 |        |
| 21 - 24/07/2011 | Championnats d'Afrique, Le Caire                             | ChZ  | Fleuret | Indiv.  | Inès Boubakri                                                                            | Iman Shaban                                                                            | Shaimaa El Gammal Anissa Khelfaoui                                                               |        |
| 21 - 24/07/2011 | Championnats d'Afrique, Le Caire                             | ChZ  | Fleuret | Par éq. | Égypte- Iman Shaban - Shaima El Gammal - Eman El Gammal - Nada El Sadi                   | Tunisie- Inès Boubakri - Haïfa Jabri - Jouda Louhichi - Dorra Ben Jaballah             | Algérie- Katja Wächter - Sandra Bingenheimer - Carolin Golubitskyi - Anja Schache                |        |
| 21 - 24/07/2011 | Championnats d'Afrique, Le Caire                             | ChZ  | Sabre   | Indiv.  | Azza Besbes                                                                              | Amira Ben Chaabane                                                                     | Salma Zien Hela Besbes                                                                           |        |
| 21 - 24/07/2011 | Championnats d'Afrique, Le Caire                             | ChZ  | Sabre   | Par éq. | Tunisie- Azza Besbes - Hela Besbes - Amira Ben Chaabane                                  | Égypte- Salma Mahran - Mennatallah Ahmed - Mariam El Sway - Sara Nsar                  | Afrique du Sud- Adele Du Plooy - Jyoti Chetty - Giselle Vicatos - Demi-Lee Schultz               |        |
| 9 - 16/07/2011  | Championnats du monde, Catane                                | ChM  | Épée    | Indiv.  | Li Na                                                                                    | Sun Yujie                                                                              | Anca Măroiu Ana Maria Brânză                                                                     |        |
| 9 - 16/07/2011  | Championnats du monde, Catane                                | ChM  | Épée    | Par éq. | Roumanie- Simona Alexandru - Ana Maria Brânză - Loredana Iordăchioiu - Anca Măroiu       | Chine- Li Na - Luo Xiaojuan - Sun Yujie - Xu Anqi                                      | Italie- Bianca Del Carretto - Rossella Fiamingo - Nathalie Moellhausen - Mara Navarria           |        |
| 9 - 16/07/2011  | Championnats du monde, Catane                                | ChM  | Fleuret | Indiv.  | Valentina Vezzali                                                                        | Elisa Di Francisca                                                                     | Nam Hyun-hee Lee Kiefer                                                                          |        |
| 9 - 16/07/2011  | Championnats du monde, Catane                                | ChM  | Fleuret | Par éq. | Russie- Inna Deriglazova - Larisa Korobeynikova - Evgenia Lamonova - Aida Shanayeva      | Italie- Elisa Di Francisca - Arianna Errigo - Ilaria Salvatori - Valentina Vezzali     | Corée du Sud- Jeon Hee-sook - Jung Gil-ok - Lee Hye-sun - Nam Hyun-hee                           |        |
| 9 - 16/07/2011  | Championnats du monde, Catane                                | ChM  | Sabre   | Indiv.  | Sofia Velikaïa                                                                           | Mariel Zagunis                                                                         | Yuliya Gavrilova Olha Kharlan                                                                    |        |
| 9 - 16/07/2011  | Championnats du monde, Catane                                | ChM  | Sabre   | Par éq. | Russie- Ekaterina Dyachenko - Dina Galiakbarova - Yuliya Gavrilova - Sofia Velikaïa      | Ukraine- Olha Kharlan - Olena Khomrova - Halyna Pundyk - Olha Zhovnir                  | États-Unis- Ibtihaj Muhammad - Daria Schneider - Dagmara Wozniak - Mariel Zagunis                |        |

### Hommes
| Légende | Abrégé | Catégorie            |
|         | ChM    | Championnat du monde |
|         | ChZ    | Championnat de zone  |
|         | GP     | Grand Prix           |
|         | CoM    | Coupe du monde       |
|         | Sat.   | Tournoi satellite    |

| Date            | Nom et lieu du tournoi                          | Cat. | Arme    | Type    | Vainqueur                                                                               | Finaliste                                                                                      | Troisièmes                                                                                     | T      |
| --------------- | ----------------------------------------------- | ---- | ------- | ------- | --------------------------------------------------------------------------------------- | ---------------------------------------------------------------------------------------------- | ---------------------------------------------------------------------------------------------- | ------ |
| 14 - 16/01/2011 | Tournoi International “Carroccio”, Legnano      | CoM  | Épée    | Indiv.  | Martin Schmitt                                                                          | Matteo Tagliariol                                                                              |                                                                                                |        |
| 14 - 16/01/2011 | Tournoi International “Carroccio”, Legnano      | CoM  | Épée    | Par éq. | Hongrie                                                                                 | France                                                                                         |                                                                                                |        |
| 28 - 30/02/2011 | Challenge International de Paris/Rommel, Paris  | CoM  | Fleuret | Indiv.  | Erwann Le Péchoux                                                                       | Giorgio Avola                                                                                  | Victor Sintes Benjamin Kleibrink                                                               | [ 40 ] |
| 28 - 30/02/2011 | Challenge International de Paris/Rommel, Paris  | CoM  | Fleuret | Par éq. | Japon- Suguru Awaji - Kenta Chida - Ryoto Miyake - Yūki Ōta                             | Russie- Aleksey Cheremisinov - Renal Ganeyev - Aleksey Khovanskiy - Artiom Sedov               | Italie- Valerio Aspromonte - Giorgio Avola - Andrea Baldini - Andrea Cassarà                   | [ 41 ] |
| 5 - 6/02/2011   | Glaive d'Asparoukh, Plovdiv                     | GP   | Sabre   | Indiv.  | Aldo Montano                                                                            | Nikolay Kovalev                                                                                | Aleksey Yakimenko Rareș Dumitrescu                                                             | [ 42 ] |
| 11 - 12/02/2011 | Granx Prix du Qatar, Doha                       | GP   | Epée    | Indiv.  | Géza Imre                                                                               | Francesco Martinelli                                                                           |                                                                                                |        |
| 18 - 20/03/2011 | Tournoi Ciudad de A Coruña, La Corogne          | CoM  | Fleuret | Indiv.  | Andrea Cassarà                                                                          | Benjamin Kleibrink                                                                             |                                                                                                |        |
| 18 - 20/03/2011 | Tournoi Ciudad de A Coruña, La Corogne          | CoM  | Fleuret | Par éq. | Italie                                                                                  | France                                                                                         |                                                                                                |        |
| 18 - 20/03/2011 | Trophée Luxardo, Padoue                         | CoM  | Sabre   | Indiv.  | Gu Bon-gil                                                                              | Dmitri Lapkes                                                                                  |                                                                                                |        |
| 18 - 20/03/2011 | Trophée Luxardo, Padoue                         | CoM  | Sabre   | Par éq. | Italie                                                                                  | Allemagne                                                                                      |                                                                                                |        |
| 4 - 6/04/2011   | Glaive de Tallinn, Tallinn                      | CoM  | Epée    | Indiv.  | Jörg Fiedler                                                                            | Gauthier Grumier                                                                               |                                                                                                |        |
| 4 - 6/04/2011   | Glaive de Tallinn, Tallinn                      | CoM  | Epée    | Par éq. | Russie                                                                                  | États-Unis                                                                                     |                                                                                                |        |
| 5 - 6/04/2011   | Granx Prix, Venise                              | GP   | Fleuret | Indiv.  | Valerio Aspromonte                                                                      | Ma Jianfei                                                                                     |                                                                                                |        |
| 5 - 6/04/2011   | Gerevich-Kovacs-Karpati, Budapest               | GP   | Sabre   | Indiv.  | Rareș Dumitrescu                                                                        | Julien Pillet                                                                                  |                                                                                                |        |
| 18 - 20/04/2011 | Challenge Monal, Paris                          | CoM  | Epée    | Indiv.  | Matteo Tagliariol                                                                       | Jörg Fiedler                                                                                   |                                                                                                |        |
| 18 - 20/04/2011 | Challenge Monal, Paris                          | CoM  | Epée    | Par éq. | Corée du Sud                                                                            | Italie                                                                                         |                                                                                                |        |
| 18 - 20/04/2011 | Löwe von Bonn, Bonn                             | CoM  | Fleuret | Indiv.  | Dmitry Rigin                                                                            | Choi Byung-chul                                                                                |                                                                                                |        |
| 18 - 20/04/2011 | Löwe von Bonn, Bonn                             | CoM  | Fleuret | Par éq. | Italie                                                                                  | Corée du Sud                                                                                   |                                                                                                |        |
| 18 - 20/04/2011 | Sabre de Moscou, Moscou                         | CoM  | Sabre   | Indiv.  | Gu Bon-gil                                                                              | Nicolas Lopez                                                                                  | Julien Médard Aleksey Yakimenko                                                                | [ 43 ] |
| 18 - 20/04/2011 | Sabre de Moscou, Moscou                         | CoM  | Sabre   | Par éq. | Russie- Nikolay Kovalev - Veniamin Reshetnikov - Aleksey Yakimenko - Artem Zanin        | Allemagne- Benedikt Beisheim - Max Hartung - Björn Hübner-Fehrer - Nicolas Limbach             | Biélorussie- Aliaksandr Buikevich - Dmitri Lapkes - Aliaksei Likhacheuski - Alexei Romanovitch | [ 44 ] |
| 28 - 30/04/2011 | Coupe Akropolis, Athènes                        | CoM  | Sabre   | Indiv.  | Áron Szilágyi                                                                           | Nicolas Limbach                                                                                | Rareș Dumitrescu Boladé Apithy                                                                 | [ 45 ] |
| 28 - 30/04/2011 | Coupe Akropolis, Athènes                        | CoM  | Sabre   | Par éq. | Italie                                                                                  | Russie                                                                                         |                                                                                                |        |
| 29 - 30/04/2011 | Heidenheimer Pokal, Heidenheim                  | CoM  | Epée    | Indiv.  | Stefano Carozzo                                                                         | Paolo Pizzo                                                                                    |                                                                                                |        |
| 29 - 30/04/2011 | Heidenheimer Pokal, Heidenheim                  | CoM  | Epée    | Par éq. | Hongrie                                                                                 | États-Unis                                                                                     |                                                                                                |        |
| 9 - 10/05/2011  | Coupe du monde, Shanghai                        | GP   | Fleuret | Indiv.  | Erwann Le Péchoux                                                                       | Luca Simoncelli                                                                                |                                                                                                |        |
| 14 - 15/05/2011 | Coupe du monde, Stockholm                       | GP   | Epée    | Indiv.  | Fabian Kauter                                                                           | Ronan Gustin                                                                                   |                                                                                                |        |
| 13 - 15/05/2011 | Villa de Madrid, Madrid                         | CoM  | Fleuret | Indiv.  | Aleksey Yakimenko                                                                       | Julien Pillet                                                                                  |                                                                                                |        |
| 13 - 15/05/2011 | Villa de Madrid, Madrid                         | CoM  | Fleuret | Par éq. | Allemagne                                                                               | Biélorussie                                                                                    |                                                                                                |        |
| 20 - 22/05/2011 | SK Trophée, Séoul                               | CoM  | Fleuret | Indiv.  | Andrea Baldini                                                                          | Richard Kruse                                                                                  |                                                                                                |        |
| 20 - 22/05/2011 | SK Trophée, Séoul                               | CoM  | Fleuret | Par éq. | Italie                                                                                  | Russie                                                                                         |                                                                                                |        |
| 3 - 4/06/2011   | Fleuret de Saint-Petersbourg, Saint-Pétersbourg | GP   | Fleuret | Indiv.  | Andrea Baldini                                                                          | Andrea Cassarà                                                                                 |                                                                                                |        |
| 4 - 5/06/2011   | Grand Prix, Berne                               | GP   | Fleuret | Indiv.  | Max Heinzer                                                                             | Géza Imre                                                                                      |                                                                                                |        |
| 4 - 5/06/2011   | Sabre de Wolodyjowski, Varsovie                 | GP   | Sabre   | Indiv.  | Aleksey Yakimenko                                                                       | Won Woo-young                                                                                  |                                                                                                |        |
| 17 - 19/06/2011 | Copa Villa La Habana, La Havane                 | CoM  | Fleuret | Indiv.  | Andrea Cassarà                                                                          | Rostislav Hertsyk                                                                              | Lei Sheng Marcel Marcilloux                                                                    | [ 46 ] |
| 17 - 19/06/2011 | Copa Villa La Habana, La Havane                 | CoM  | Fleuret | Par éq. | Italie                                                                                  | Japon                                                                                          |                                                                                                |        |
| 17 - 19/06/2011 | Jockey Club Argentino, Buenos Aires             | CoM  | Epée    | Indiv.  | Gauthier Grumier                                                                        | Kim Won-jin                                                                                    |                                                                                                |        |
| 17 - 19/06/2011 | Jockey Club Argentino, Buenos Aires             | CoM  | Epée    | Par éq. | France                                                                                  | Corée du Sud                                                                                   |                                                                                                |        |
| 10 - 12/06/2011 | Coupe du monde, New York                        | CoM  | Sabre   | Indiv.  | Aleksey Yakimenko                                                                       | Nicolas Limbach                                                                                |                                                                                                |        |
| 10 - 12/06/2011 | Coupe du monde, New York                        | CoM  | Sabre   | Par éq. | Roumanie                                                                                | Russie                                                                                         |                                                                                                |        |
| 4 - 9/07/2011   | Championnats panaméricains, Reno                | ChZ  | Épée    | Indiv.  | Soren Thompson                                                                          | Rubén Limardo                                                                                  | Weston Kelsey Hugues Boisvert-Simard                                                           |        |
| 4 - 9/07/2011   | Championnats panaméricains, Reno                | ChZ  | Épée    | Par éq. | États-Unis- Seth Kelsey - Soren Thompson - Cody Mattern - Benjamin Bratton              | Canada- Hugues Boisvert-Simard - Vincent Pelletier - Tigran Bajgoric - Igor Gantsevich         | Venezuela- Rubén Limardo - Francisco Limardo - Wolfgang Mejias - Silvio Fernández              |        |
| 4 - 9/07/2011   | Championnats panaméricains, Reno                | ChZ  | Fleuret | Indiv.  | Race Imboden                                                                            | Alexander Massialas                                                                            | Daniel Gómez Gerek Meinhardt                                                                   |        |
| 4 - 9/07/2011   | Championnats panaméricains, Reno                | ChZ  | Fleuret | Par éq. | États-Unis- Race Imboden - Alexander Massialas - Gerek Meinhardt - Miles Chamley-Watson | Canada- Anthony Prymack - Alexander Simmons - Maximilien Van Haaster - Étienne Lalonde Turbide | Brésil- Guilherme Toldo - Heitor Shimbo - João Souza                                           |        |
| 4 - 9/07/2011   | Championnats panaméricains, Reno                | ChZ  | Sabre   | Indiv.  | Daryl Homer                                                                             | Vincent Couturier                                                                              | Renzo Agresta Philippe Beaudry                                                                 |        |
| 4 - 9/07/2011   | Championnats panaméricains, Reno                | ChZ  | Sabre   | Par éq. | États-Unis- Jeff Spear - James Williams - Daryl Homer - Timothy Morehouse               | Canada- Vincent Couturier - Max Stearns - Philippe Beaudry - Joseph Polossifakis               | Venezuela- Carlos Bravo - Abraham Rodriguez - Eliécer Rincones - Hernán Jansen                 |        |
| 8 - 13/07/2011  | Championnats d'Asie, Séoul                      | ChZ  | Épée    | Indiv.  | Jung Jin-sun                                                                            | Elmir Alimzhanov                                                                               | Li Guojie Park Kyoung-doo                                                                      |        |
| 8 - 13/07/2011  | Championnats d'Asie, Séoul                      | ChZ  | Épée    | Par éq. | Corée du Sud- Jung Jin-sun - Jung Seung-hwa - Kim Won-jin - Park Kyoung-doo             | Chine- Li Guojie - Wang Lei - Wang Sen - Yin Lianchi                                           | Kazakhstan- Dmitriy Aleksanin - Elmir Alimzhanov - Dmitriy Gryaznov - Ruslan Kurbanov          |        |
| 8 - 13/07/2011  | Championnats d'Asie, Séoul                      | ChZ  | Fleuret | Indiv.  | Kwon Young-ho                                                                           | Kenta Chida                                                                                    | Huang Liangcai Zhu Jun                                                                         |        |
| 8 - 13/07/2011  | Championnats d'Asie, Séoul                      | ChZ  | Fleuret | Par éq. | Chine- Huang Liangcai - Lei Sheng - Zhang Liangliang - Zhu Jun                          | Japon- Suguru Awaji - Kenta Chida - Ryo Miyake - Yūki Ōta                                      | Corée du Sud- Choi Byung-chul - Heo Jun - Jung Chang-yong - Kwon Young-ho                      |        |
| 8 - 13/07/2011  | Championnats d'Asie, Séoul                      | ChZ  | Sabre   | Indiv.  | Won Woo-young                                                                           | Gu Bon-gil                                                                                     | Oh Eun-seok Liu Xiao                                                                           |        |
| 8 - 13/07/2011  | Championnats d'Asie, Séoul                      | ChZ  | Sabre   | Par éq. | Corée du Sud- Gu Bon-gil - Kim Jung-hwan - Oh Eun-seok - Won Woo-young                  | Chine- Jiang Kelu - Liu Xiao - Wang Jingzhi - Zhong Man                                        | Hong Kong- Cyrus Chang - Lam Hin Chung - Low Ho Tin - Yan Hon Pan                              |        |
| 14 - 19/07/2011 | Championnats d'Europe, Sheffield                | ChZ  | Épée    | Indiv.  | Jörg Fiedler                                                                            | Bas Verwijlen                                                                                  | Tomasz Motyka Max Heinzer                                                                      |        |
| 14 - 19/07/2011 | Championnats d'Europe, Sheffield                | ChZ  | Épée    | Par éq. | France- Gauthier Grumier - Jean-Michel Lucenay - Ronan Gustin - Yannick Borel           | Hongrie- Gábor Boczkó - András Rédli - Géza Imre - Péter Somfai                                | Russie- Anton Avdeyev - Sergey Khodos - Pavel Sukhov - Aleksey Tikhomirov                      |        |
| 14 - 19/07/2011 | Championnats d'Europe, Sheffield                | ChZ  | Fleuret | Indiv.  | Giorgio Avola                                                                           | Andrea Cassarà                                                                                 | Andrea Baldini Aleksey Cheremisinov                                                            |        |
| 14 - 19/07/2011 | Championnats d'Europe, Sheffield                | ChZ  | Fleuret | Par éq. | Italie- Andrea Baldini - Andrea Cassarà - Giorgio Avola - Valerio Aspromonte            | France- Brice Guyart - Erwann Le Péchoux - Marcel Marcilloux - Victor Sintès                   | Russie- Aleksey Cheremisinov - Renal Ganeev - Dmitry Rigin - Artiom Sedov                      |        |
| 14 - 19/07/2011 | Championnats d'Europe, Sheffield                | ChZ  | Sabre   | Indiv.  | Aleksey Yakimenko                                                                       | Boladé Apithy                                                                                  | Max Hartung Aron Szilagyi                                                                      |        |
| 14 - 19/07/2011 | Championnats d'Europe, Sheffield                | ChZ  | Sabre   | Par éq. | Italie- Aldo Montano - Luigi Tarantino - Diego Occhiuzzi - Giampiero Pastore            | Allemagne- Nicolas Limbach - Max Hartung - Björn Hübner - Benedikt Wagner                      | Russie- Aleksey Yakimenko - Veniamin Reshetnikov - Nikolay Kovalev - Pavel Bykov               |        |
| 21 - 24/07/2011 | Championnats d'Afrique, Le Caire                | ChZ  | Épée    | Indiv.  | Alaaeldin Abouelkassem                                                                  | Mohamed Samandi                                                                                | Tarek Fouad Karim Kamoun                                                                       |        |
| 21 - 24/07/2011 | Championnats d'Afrique, Le Caire                | ChZ  | Épée    | Par éq. | Égypte- Ahmed Nabil - Ayman Alaa El Din Fayez - Ahmed El Saghir - Mohannad Saif         | Tunisie- Jawher Miled - Mohamed Ben Aziza - Mohamed Ayoub Ferjani - Karim Kamoun               | Afrique du Sud- Jarryd New - Michael Wood - Sello Given Maduma - Michael Eramus                |        |
| 21 - 24/07/2011 | Championnats d'Afrique, Le Caire                | ChZ  | Fleuret | Indiv.  | Alaaeldin Abouelkassem                                                                  | Mohamed Samandi                                                                                | Tarek Fouad Karim Kamoun                                                                       |        |
| 21 - 24/07/2011 | Championnats d'Afrique, Le Caire                | ChZ  | Fleuret | Par éq. | Égypte- Tarek Fouad - Alaaeldin Abouelkassem - Sherif Farrag - Mahmoud Mansour          | Tunisie- Mohamed Samandi - Mohamed Ayoub Ferjani - Karim Kamoun - Souhaieb Sakrani             | Afrique du Sud- Jacques Viljoen - Jarrid New - Michael Erasmus - David Sandler                 |        |
| 21 - 24/07/2011 | Championnats d'Afrique, Le Caire                | ChZ  | Sabre   | Indiv.  | Mahmoud Samir                                                                           | Hichem Samandi                                                                                 | Tamim Ghazi Mannad Ghazi                                                                       |        |
| 21 - 24/07/2011 | Championnats d'Afrique, Le Caire                | ChZ  | Sabre   | Par éq. | Égypte'- Mannad Ghazi - Tamim Ghazi - Ahmed Hussein Lotfy - Zeyad Al Sisi               | Tunisie- Souhaieb Sakrani - Hichem Samandi - Iheb Ben Chaabane - Amine Akkari                  | Sénégal- Mamadou Keïta - Ibrahima Keita - Moustapha Diagne                                     |        |
| 9 - 16/07/2011  | Championnats du monde, Catane                   | ChM  | Épée    | Indiv.  | Paolo Pizzo                                                                             | Bas Verwijlen                                                                                  | Fabian Kauter Park Kyoung-doo                                                                  |        |
| 9 - 16/07/2011  | Championnats du monde, Catane                   | ChM  | Épée    | Par éq. | France- Ronan Gustin - Yannick Borel - Gauthier Grumier - Jean-Michel Lucenay           | Hongrie- Géza Imre - Péter Somfai - Gábor Boczkó - Péter Szényi                                | Suisse- Fabian Kauter - Benjamin Steffen - Max Heinzer - Florian Staub                         |        |
| 9 - 16/07/2011  | Championnats du monde, Catane                   | ChM  | Fleuret | Indiv.  | Andrea Cassarà                                                                          | Valerio Aspromonte                                                                             | Victor Sintès Giorgio Avola                                                                    |        |
| 9 - 16/07/2011  | Championnats du monde, Catane                   | ChM  | Fleuret | Par éq. | Chine- Zhang Liangliang - Lei Sheng - Zhu Jun - Ma Jianfei                              | France- Marcel Marcilloux - Victor Sintès - Erwan Le Péchoux - Brice Guyart                    | Allemagne- Sebastian Bachmann - Peter Joppich - Benjamin Kleibrink - Andre Wessels             |        |
| 9 - 16/07/2011  | Championnats du monde, Catane                   | ChM  | Sabre   | Indiv.  | Aldo Montano                                                                            | Nicolas Limbach                                                                                | Gu Bon-gil Luigi Tarantino                                                                     |        |
| 9 - 16/07/2011  | Championnats du monde, Catane                   | ChM  | Sabre   | Par éq. | Russie- Aleksey Yakimenko - Veniamin Reshetnikov - Nikolay Kovalev - Pavel Bykov        | Biélorussie- Aliaksandr Buikevich - Dmitri Lapkes - Valery Pryiemka - Aliaksei Likhacheuski    | Italie- Aldo Montano - Giampiero Pastore - Diego Occhiuzzi - Luigi Tarantino                   |        |

## Classements

### Fleuret
| Rang | Nom                    | Points |
| ---- | ---------------------- | ------ |
| 1    | Andrea Cassara         | 273    |
| 2    | Giorgio Avola          | 186    |
| 3    | Victor Sintès          | 153    |
| 4    | Valerio Aspromonte     | 149    |
| 5    | Andrea Baldini         | 146    |
| 6    | Alaaeldin Abouelkassem | ?      |
| 7    | Erwann Le Péchoux      | ?      |
| 8    | Choi Byung-chul        | ?      |
| 9    | Alexey Cheremisinov    | ?      |
| 10   | Lei Sheng              | ?      |

| Rang | Nom    | Points |
| ---- | ------ | ------ |
| 1    | Italie | 376    |
| 2    | Chine  | 340    |
| 3    | Japon  | 308    |
| 4    | France | 294    |
| 5    | Russie | 276    |

| Rang | Nom                | Points |
| ---- | ------------------ | ------ |
| 1    | Elisa Di Francisca | 272    |
| 2    | Valentina Vezzali  | 266    |
| 3    | Nam Hyun-hee       | 212    |
| 4    | Arianna Errigo     | 146    |
| 5    | Ilaria Salvatori   | 131    |
| 6    | Lee Kiefer         | ?      |
| 7    | Evgenia Lamonova   | ?      |
| 8    | Corinne Maîtrejean | ?      |
| 9    | Aida Mohamed       | ?      |
| 10   | Inna Deriglazova   | ?      |

| Rang | Nom          | Points |
| ---- | ------------ | ------ |
| 1    | Italie       | 424    |
| 2    | Russie       | 400    |
| 3    | Corée du Sud | 316    |
| 4    | Pologne      | 250    |
| 5    | États-Unis   | 236    |

### Épée
| Rang | Nom               | Points |
| ---- | ----------------- | ------ |
| 1    | Paolo Pizzo       | 173    |
| 2    | Jörg Fiedler      | 171    |
| 3    | Géza Imre         | 167    |
| 4    | Fabian Kauter     | 156    |
| 5    | Rubén Limardo     | 144    |
| 6    | Bas Verwijlen     | ?      |
| 7    | Gauthier Grumier  | ?      |
| 8    | Max Heinzer       | ?      |
| 9    | Matteo Tagliariol | ?      |
| 10   | Soren Thompson    | ?      |

| Rang | Nom          | Points |
| ---- | ------------ | ------ |
| 1    | France       | 380    |
| 2    | Hongrie      | 356    |
| 3    | Corée du Sud | 312    |
| 4    | États-Unis   | 264    |
| 5    | Russie       | 246    |

| Rang | Nom                 | Points |
| ---- | ------------------- | ------ |
| 1    | Sun Yujie           | 272    |
| 2    | Ana Maria Brânză    | 266    |
| 3    | Bianca Del Carretto | 212    |
| 4    | Magdalena Piekarska | 146    |
| 5    | Yana Shemyakina     | 131    |
| 6    | Simona Gherman      | ?      |
| 7    | Anna Sivkova        | ?      |
| 8    | Tiffany Géroudet    | ?      |
| 9    | Laura Flessel       | ?      |
| 10   | Monika Sozanska     | ?      |

| Rang | Nom       | Points |
| ---- | --------- | ------ |
| 1    | Roumanie  | 360    |
| 2    | Chine     | 358    |
| 3    | Italie    | 308    |
| 4    | Estonie   | 262    |
| 5    | Allemagne | 234    |

### Sabre
| Rang | Nom               | Points |
| ---- | ----------------- | ------ |
| 1    | Alexey Yakimenko  | 230    |
| 2    | Aldo Montano      | 218    |
| 3    | Gu Bon-gil        | 215    |
| 4    | Nicolas Limbach   | 188    |
| 5    | Won Woo-young     | 158    |
| 6    | Rares Dumitrescu  | ?      |
| 7    | Aron Szilagyi     | ?      |
| 8    | Luigi Tarantino   | ?      |
| 9    | Julien Pillet     | ?      |
| 10   | Giampiero Pastore | ?      |

| Rang | Nom       | Points |
| ---- | --------- | ------ |
| 1    | Russie    | 372    |
| 2    | Italie    | 348    |
| 3    | Allemagne | 332    |
| 4    | Belgique  | 296    |
| 5    | Roumanie  | 260    |

| Rang | Nom                 | Points |
| ---- | ------------------- | ------ |
| 1    | Mariel Zagunis      | 267    |
| 2    | Sofia Velikaïa      | 243    |
| 3    | Olha Kharlan        | 242    |
| 4    | Yuliya Gavrilova    | 189    |
| 5    | Ekaterina Dyachenko | 173    |
| 6    | Zhu Min             | ?      |
| 7    | Aleksandra Shelton  | ?      |
| 8    | Azza Besbes         | ?      |
| 9    | Irene Vecchi        | ?      |
| 10   | Gioia Marzocca      | ?      |

| Rang | Nom        | Points      |
| ---- | ---------- | ----------- |
| 1    | Russie     | 424         |
| 2    | Chine      | 312[Quoi ?] |
| 3    | Ukraine    | 332         |
| 4    | États-Unis | 284         |
| 5    | Italie     | 262         |